# Chausson
Pour les articles homonymes, voir Chausson (homonymie).

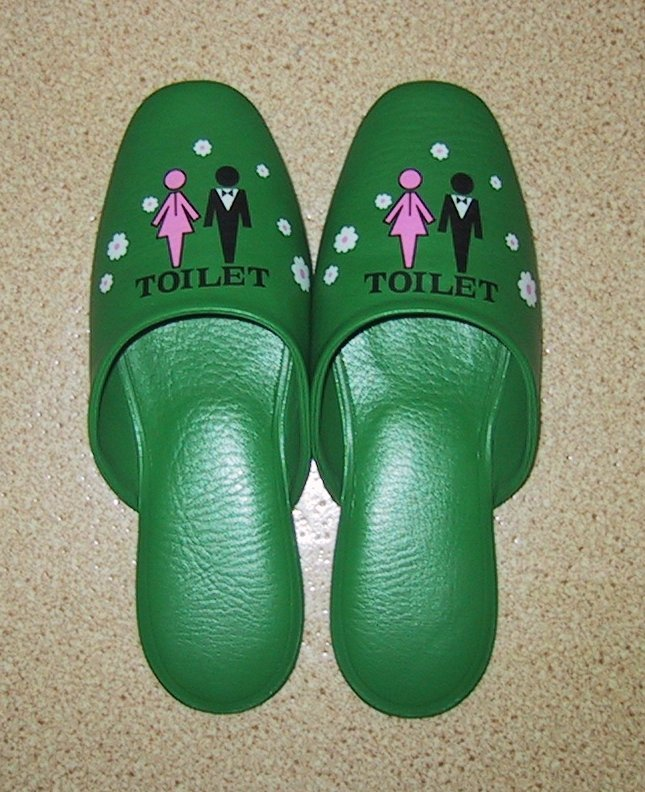
Chaussons de toilettes japonais.

Un chausson est une chaussure d'intérieur à la texture douce et légère. Les chaussons peuvent être formés comme des chaussures (le pied s'insère par le haut) ou peuvent ne pas avoir de contrefort (le pied se glisse par derrière dans le chausson).
Les chaussons sont généralement faits de matériaux différents suivant l'utilisation pour laquelle ils sont conçus. Ainsi, ceux destinés à être utilisés près des piscines, dans les salles de bains ou d'autres lieux humides, sont faits de plastique ou de caoutchouc ; ceux d'intérieur (pour un usage domestique de confort) sont fabriqués avec des matériaux doux, comme du feutre, du tissu éponge ou du cuir doux. Les chaussons ont généralement des semelles fines et flexibles. Mais de nos jours les chaussons ont évolué et comportent désormais de multiples matériaux et style de conception, comme des chaussons à semelle très épaisse en fausse fourrure ou en lin.

## Types de chaussons
- Charentaise
- Pantoufle
- Chausson de danse (voir les articles détaillés : ballet, costume de ballet, demi-pointes, pointes)
- Chausson d'escalade
- Chaussons de toilettes
- Ghillie
- Mule, chausson sans contrefort
- Sans-gêne, chausson sans contrefort
- Chaussons de bébé : petites chaussures en tissu fin protégeant les pieds du bébé.

## Production
Jusqu'aux années 1980, la production française de chaussons assurait 100 % des ventes en France ; en 2024, seuls 9 % des chaussons vendus en France y sont fabriqués.